# TUE Série 1000 (Metrô de Belo Horizonte)
O TUE Série 1000 é um Trem unidade elétrico adquirido originalmente pela CBTU-MG para o Metrô de Belo Horizonte entre os anos de 2011 e 2015 e posteriormente repassados à concessionária Metrô BH e em operação pela empresa até os dias atuais. Cada composição é constituída de 4 carros com salão contínuo, interligados por passagem do tipo Open Gangway, formando um único salão.

## Aquisição
A frota de 10 composições foi adquirida pela CBTU-MG em 2012, por meio do processo licitatório regido pelo Regime Diferenciado de Contratações Públicas (RDC) baseado no decreto 7.812/12, que estabelecia a aplicação de margem de preferência de 20% para a produção nacional em licitações da administração pública federal para aquisição de veículos para vias férreas, e do qual saiu vencedor o consorcio liderado pela empresa espanhola Construcciones y Auxiliar de Ferrocarriles (CAF) e pela francesa Alstom. O investimento foi de R$ 171,9 milhões provenientes do Programa de Aceleração do Crescimento (PAC) Equipamentos.

## Caracteristicas
Cada trem é equipado com ar condicionado, câmeras de vigilância internas e externas, portas e janelas mais amplas em cerca de 30%, sonorização digital, painéis e iluminação em LED, assentos preferenciais e espaço reservado para cadeirantes, piso antiderrapante, entre outras.